# Château de Mirabat
Le château de Mirabat est un château fort en ruines situé en Haut-Salat dans le département de l'Ariège, en France.

## Localisation
Le château de Mirabat est implanté au sommet d'un piton rocheux à 1242 m d'altitude près du tri-point des communes d'Oust, Seix et Ustou.

## Toponymie
Le nom mire en bas serait validé par la position en nid d'aigle destiné à l'observation.

## Description
Seuls subsistent du château des vestiges de son enceinte sans tourelles d'angle. Des carrières ouvertes sur place ont permis de fournir la pierre.

## Historique
Construite au XIIe siècle, cette place forte médiévale devait évaluer les invasions venues par les crêtes de la chaîne pyrénéenne en vis-à-vis, en coordination avec le château de la Garde en contrebas et en avant-poste.
Aux XIIe et XIIIe siècles, son enceinte abrite une petite garnison, et son donjon domine tout le Haut-Salat, seigneurie des Roger de Comminges. Cependant, limitrophe des trois communes, il est surtout accessible depuis Seix, sans doute rattaché à la Taule, partie rive droite de la seigneurie. Le hameau de la Taula (table ou registre en occitan) doit probablement son nom à un ancien péage à la rencontre des chemins transfrontaliers.
Au cours du XIIIe siècle, Roger de Balaguer et Odon de Taurignan sont les seigneurs de la Taule et de Seix. Ces deux chevaliers ne dépendent pas du vicomte de Couserans, mais sont affiliés aux puissants barons d'Aspet et seigneurs de Montégut, appuis historiques du comte de Comminges. Le rattachement direct de Seix et de la Taule au Comminges et dû sans doute à l'intérêt stratégique des cols transfrontaliers de Salau, Aula et Marterat, que surveille Mirabat.
En 1667, Louis de Froidour, Grand-maître des eaux et forêts de Louis XIV en mission dans les Pyrénées, entend dire que Mirabat servait à allumer des feux la nuit ou faire de la fumée le jour, « ce qui était le signal afin que chacun eût à se tenir sur ses gardes ».
il a été abandonné dès le XIVe siècle sans doute du fait de son accès difficile.
Les ruines sont inscrites au titre des monuments historiques par un arrêté du 11 décembre 1995.

## Accès
Le château est uniquement accessible à pied par une longue randonnée offrant des panoramas remarquables.

## Galerie

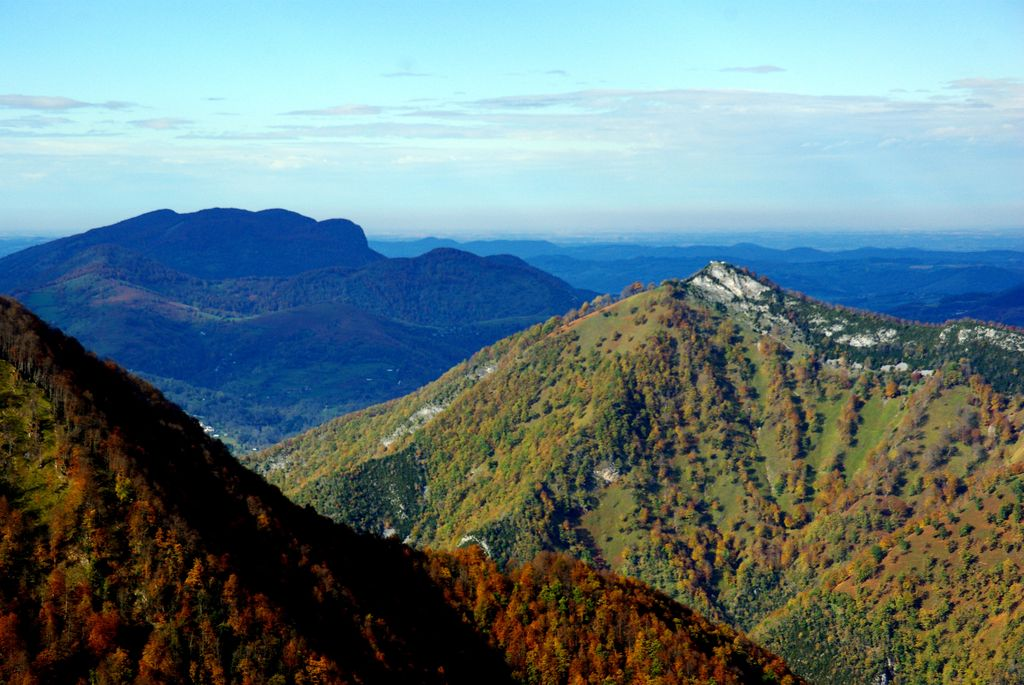
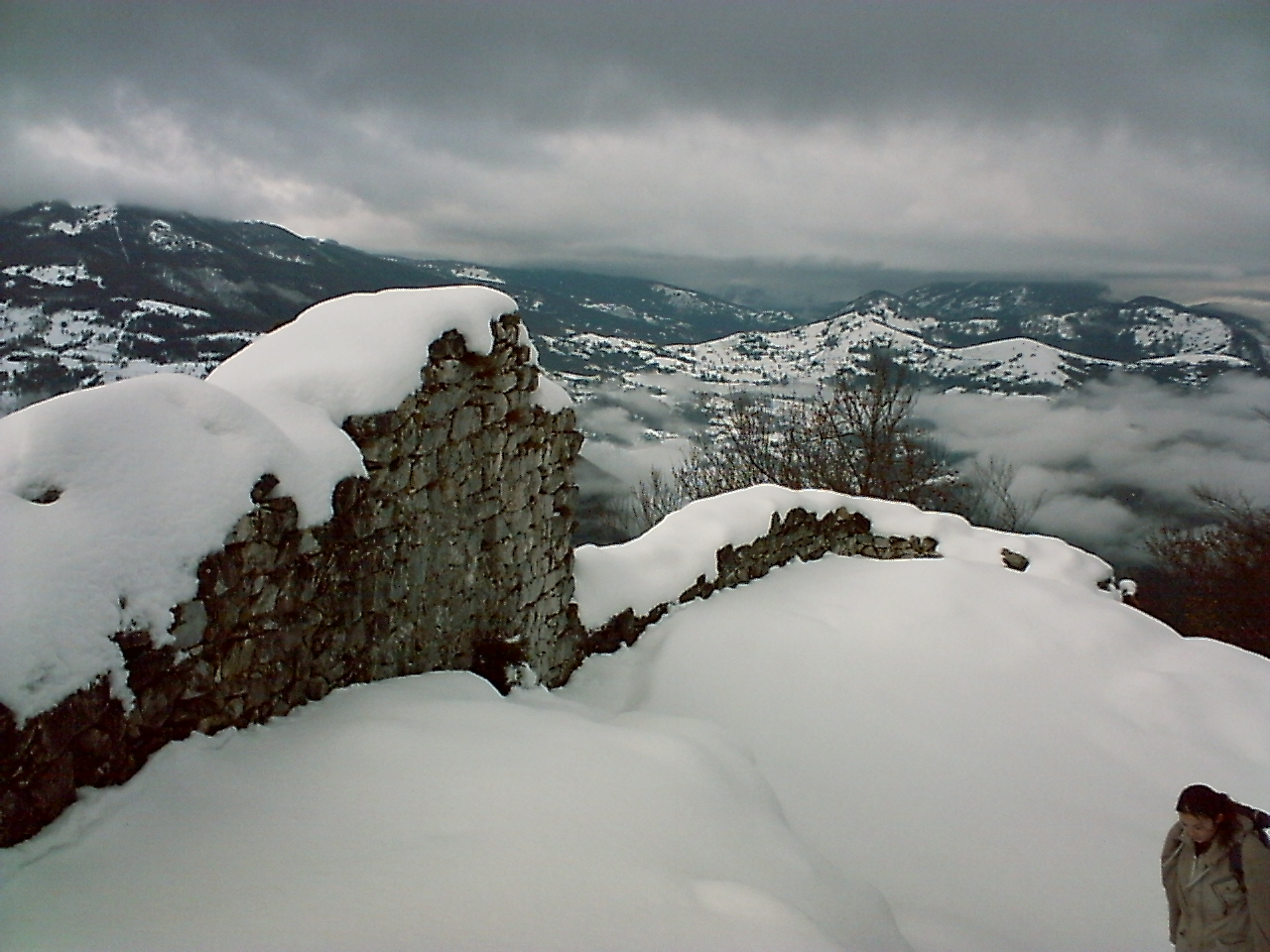
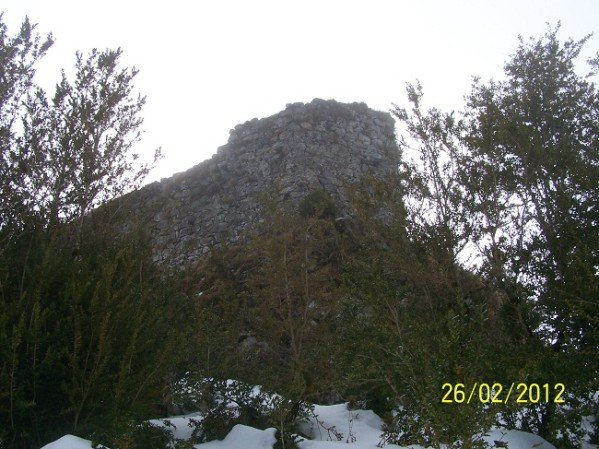